# Yoshihiko Noda
Yoshihiko Noda (野田 佳彦?, Noda Yoshihiko; Funabashi, 20 maggio 1957) è un politico giapponese.
Con il sostegno dei membri chiave del Partito Democratico del Giappone (DPJ), non ultimo quello dell'ex primo ministro Naoto Kan, diviene il suo successore il 2 settembre 2011.
Nato nel 1957, Noda è, insieme a Seiji Maehara, uno dei più giovani politici giapponesi degli ultimi anni.
Laureato alla Waseda University, dove ha frequentato la Facoltà di Scienze Politiche ed Economia, è stato eletto alla Dieta nel 1987 come membro del l'ormai estinto Japan New Party. Noda successivamente ha aderito al DPJ ed è stato rieletto cinque volte dalla stessa circoscrizione elettorale, nella Prefettura di Chiba, a est di Tokyo, dove ha fatto rapidi progressi.
Successivamente si è diretto verso la sezione pubbliche relazioni del DPJ, prima di diventare viceministro delle Finanze quando il partito ha vinto le elezioni generali nel settembre 2009.
Nove mesi dopo è stato nominato ministro delle Finanze da Naoto Kan.
Ha annunciato che il 16 novembre la camera bassa della Dieta sarà sciolta, e un mese dopo ci saranno elezioni anticipate. il 16 dicembre 2012, dopo la netta sconfitta del DPJ, si dimette anche da leader del partito.